# Marge arrière
Cet article possède un paronyme, voir Marche arrière.
 (mars 2025).
Si vous disposez d'ouvrages ou d'articles de référence ou si vous connaissez des sites web de qualité traitant du thème abordé ici, merci de compléter l'article en donnant les références utiles à sa vérifiabilité et en les liant à la section « Notes et références ».
 (mars 2025).
Une marge arrière est une rémunération ou une remise différée versée par un fournisseur à son distributeur. Elle peuvent prendre des formes diverses : contrat de coopération commerciale, remise de fin d'année (RFA), etc. 

## Législation par pays

### France
En France, cette mesure a été définie par la loi Galland en 1996, puis modifiée en 2006 par la loi Dutreil renommant ces rémunérations en « autres avantages financiers », bien que le terme marge arrière soit resté dans le langage courant. Elle permit progressivement sur deux ans d'en tenir compte pour le calcul du seuil de revente à perte. En 2008, la loi Chatel a permis de tenir compte de la totalité de ces rémunérations pour le calcul du seuil de revente à perte.  

### Seuil de revente à perte (SRP)
Le seuil de revente à perte (SRP) fait référence au prix plancher en dessous duquel la revente d'un produit est interdite ou encadrée par la législation. En d'autres termes, il s'agit du montant minimum auquel un bien peut être vendu afin de protéger la concurrence loyale et d'éviter des pratiques commerciales préjudiciables.

#### Le SRP dit Galland 1997-2005
L'article 11 de la loi dite Galland précise :

« [...] Le prix d'achat effectif est le prix unitaire figurant sur la facture majoré des taxes sur le chiffre d'affaires, des taxes spécifiques afférentes à cette revente et du prix du transport. [...] »

Le changement provenait de « figurant sur la facture » excluant de fait toutes rémunérations différées ou non encore acquises au moment de la transaction. Cette définition induisait un nouveau calcul pour le seuil de revente à perte et l'utilisation d'un nouveau vocabulaire pour distinguer l'origine de la marge par le distributeur (marge avant, marge arrière et seuil de revente à perte). La marge arrière était la rémunération que le distributeur ne pouvait pas déduire de son prix de revient. La marge avant était éventuellement la marge appliquée sur le prix de revient. Quant au seuil de revente à perte, sa définition était désormais inscrite dans un texte de loi.
En ce qui concerne la vente à perte, interdite par la loi française (article L.420-5 du code de commerce), les marges arrière ne figurant pas sur facture (la plus grande partie) ne peuvent en aucun cas être incluses dans le calcul du prix de revient, faute de quoi le distributeur s'expose à de lourdes sanctions (Article L.442-2 du code de commerce).
Toutes les propositions commerciales étaient faites avec une « descente tarifaire » indiquant très clairement le seuil de revente à perte (SRP) et il va sans dire que pour toutes les centrales d’achat sur le territoire national français, celui-ci était pratiquement le même.

#### Le SRP dit Jacob-Dutreil entre 2006 et 2007
L'amendement Dutreil a modifié en 2006 les règles de calcul du SRP.
L'article L.442-2 du code de commerce modifié par cet amendement précise :

« [...] Le prix d'achat effectif est le prix unitaire net figurant sur la facture d'achat majoré des taxes sur le chiffre d'affaires, des taxes spécifiques afférentes à cette revente et du prix du transport et minoré du montant de l'ensemble des autres avantages financiers consentis par le vendeur exprimé en pourcentage du prix unitaire net du produit, et excédant un seuil de 20 % à compter du 1er janvier 2006. Ce seuil est de 15 % à compter du 1er janvier 2007.[...] »

La première partie est simplement l'article précédemment cité de la loi Galland complété pour pouvoir réintégrer une partie des rémunérations qui change de dénomination pour « autres avantages financiers ». Le terme « marge arrière » n'a donc plus de signification légale en France depuis le 1er janvier 2006.

#### La loi Chatel fixe un nouveau SRP 2008-
Début 2008, la loi Chatel modifie une fois de plus le SRP permettant aux distributeurs d'inclure tous les autres avantages financiers dans les prix. Le distributeur peut vendre moins cher que le prix sur facture, à charge pour lui en différé, de prouver que les sommes avancées aux clients lui sont effectivement versées sous peine de tomber sous le coup d'une vente à perte. En complément de la loi Chatel, la Loi de modernisation de l'économie (août 2008) en réduisant les délais de paiement légaux vise, sans les supprimer, à limiter ces paiements différés.

## Utilisation et controverses
Certains fournisseurs utilisent ce système de marges arrière pour encourager l’investissement d’un revendeur, le récompenser d’une performance dans les ventes (et ainsi susciter une émulation entre revendeurs, et au détriment d’un concurrent), ou le dédommager pour le recyclage de produits usagés (Epson, par exemple).
Plus d'un demi-siècle avant les marges arrière, les producteurs de boissons (eaux minérales, etc.) versaient en fin d'année aux revendeurs, une remise fonction du nombre de bouteilles livrées. Pour de nombreux revendeurs, cette remise constituait l'essentiel de leur bénéfice[réf. nécessaire].

### Abus dans la grande distribution française
Les marges arrière des chaînes de grandes surfaces françaises étaient typiquement de 30 à 35 % du prix d'achat dans les années 2000 et, dans des cas extrêmes, pouvaient atteindre le taux de 60 %. Depuis les réformes législatives de la fin des années 2000, elles ont largement baissé pour atteindre 10 à 11 %.
La puissance d’achat de la grande distribution contraignait les fournisseurs, qu'un déréférencement pouvait mettre en difficulté voire acculer à la ruine avant 2001 (loi relative aux nouvelles régulations économiques), à accepter ces conditions. Les marges arrière étaient parfois accusées de masquer partiellement la vérité des prix en faussant les calculs de marges. En 2000, le rapport Le Déaut sur L'Évolution de la distribution a proposé quelques pistes[Par exemple ?] pour éviter les abus de situation de dépendance économique.